# Сабріна (фільм, 1954)
«Сабріна» (англ. Sabrina) — американський фільм режисера Біллі Вайлдера 1954 року.

## Сюжет

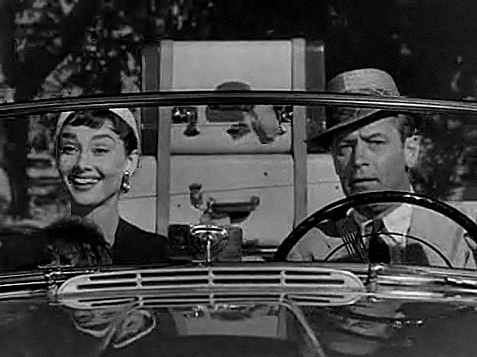
Девід і Сабріна

У розкішній садибі на західному березі Лонг-Айленда жило сімейство мільйонерів Леррабі. Батько, мати й два сини. Старший — Лайнус, розумний, молодший — Девід, гарний. У Девіда була закохана дочка шофера сім'ї — Сабріна. 
Щоб «вилікувати» дочку від любовної лихоманки, батько відправляє її до Парижа в школу кухарів. Через кілька років додому повертається вишукана витончена красуня. Її почуття не пройшли, але тепер вже і Девід захоплюється нею. Сімейні плани розширення бізнесу шляхом вдалого одруження непутящого сина під загрозою. Старший брат готовий мужньо прийняти удар на себе і позалицятися до нав'язливого дівчиська, але сам закохується у Сабріну. 

## В ролях
- Одрі Гепберн — Сабріна Фейрчайлд
- Гамфрі Богарт — Лайнус Леррабі
- Вільям Голден — Девід Леррабі
- Волтер Гемпден — Олівер Леррабі
- Джон Вільямс — Томас Фейрчайлд
- Марта Гайер — Елізабет Тайсон
- Еллен Корбі — міс МакКардл
- Нелла Вокер — Мод Леррабі
- Марсель Даліо — барон Сен-Фонтанель
- Ненсі Кулп — служниця
- Франсіс Ксав'є Бушман — Тайсон, батько Елізабет Тайсон'
- Джоан Вос — Гретхен Ван Горн

## Нагороди
- 1955 — Премія «Оскар»: Найкращі костюми — Едіт Гед
- 1955 — Премія «Золотий Глобус»: Найкращий сценарій — Біллі Вайлдер, Семюел Тейлор, Ернест Леман
- 1954 — Премія Національної ради кінокритиків США: Найкращий актор другого плану — Джон Вільямс